# Билошевский, Богдан Олегович
Богда́н Оле́гович Билоше́вский (укр. Богдан Олегович Білошевський; 12 января 2000, Нежин, Черниговская область, Украина) — украинский футболист, полузащитник одесского «Черноморца».

## Биография

### Клубная карьера
Родился 12 января 2000 года в Нежине Черниговской области. Футболом начал заниматься в местной спортивной школе, впоследствии проходил обучение в ДЮФШ «Динамо» (Киев). В 2016 году стал чемпионом ДЮФЛ Украины. С 2017 года выступал за юношескую и молодёжную команды киевского клуба в чемпионатах U-19 и U-21.
В январе 2021 года перешёл в черниговскую «Десну» на правах аренды сроком на 1 год.
21 июля 2021 года вместе с группой футболистов «Динамо» отправился в аренду в одесский «Черноморец», который сумел вернуться в Премьер-лигу.